# Včela medonosná makedonská
Včela medonosná makedonská (Apis mellifera macedonica také Apis mellifera rodopica) je poddruh včely medonosné. Vyskytuje se především v Albánii, Bulharsku, Severní Makedonii, severním Řecku a na dalších místech Balkánu. Původně byl tento poddruh popsán na základě morfologických charakteristik Friedrichem Ruttnerem.
Populace včel v Thrákii, Makedonii, středním Řecku a Peloponésu jsou zcela odlišitelné od včel na ostrově Kréta. Studie včelích populací v roce 2005 z různých oblastí Řecka (Ikaria, Kasos, Kythira, Fthiótida, Makedonie) a Kypru analyzující segmenty mitochondriální DNA na základě kterých byly popsány poddruhy včely krétské, řecké a kyperské zjistila, že včela makedonská je ze všech nejvzdálenější.

## Neuznání Ruttnerovy hypotézy
Ruttner popsal včelu makedonskou v roce 1988 s geografickým rozšířením v severním Řecku, Bulharsku, Rumunsku a (snad) části bývalého SSSR. Jiní přírodovědci uznávají Ruttnerův poddruh včely makedonské jako A. m. rodopica a A. m. carpatica.